# آرشاک مخیتاریان
آرشاک گارمنی مخیتاریان (ارمنی: Արշակ Գարմենի Մխիթարյան؛ زادهٔ ۱۵ مهٔ ۱۹۶۰) یک تاریخ‌نگار و سیاستمدار اهل ارمنستان است که از تاریخ ۲۰۰۳ تا تاریخ ۲۰۱۷ سمت نمایندگی دوره‌های سوم تا پنجم مجلس ملی جمهوری ارمنستان را برعهده داشت.

## زندگی‌نامه
در 	۱۵ مهٔ ۱۹۶۰ در نور هاچن به دنیا آمد و از دانشگاه دولتی علوم پرورشی خاچاطور آبوویان ارمنستان فارغ‌التحصیل شد. 